# Final Four de 2025 da Euroliga
O Final Four da EuroLiga de 2025 será a conclusão da Temporada 2024-25 da EuroLiga, encerrando desta forma a 68ª temporada do torneio de primeiro nível entre clubes europeus de basquetebol masculino, sendo a 25ª organizada pela Euroleague Basketball. Será também a 38ª final nestes moldes na moderna era dos Final Four (1988–presente), e a 40ª oportunidade que a competição é realizada em formato de quadrangular final em sua história. As partidas de semifinais, decisão de terceiro lugar e a grande final foram realizados na Etihad Arena, em Abu Dhabi entre 21 e 23 de maio de 2025.

## Sede
Em 28 de janeiro de 2025, o órgão gestor, Euroleague Basketball, anunciou que o Final Four seria disputado em Etihad Arena, em Abu Dhabi. A arena foi inaugurada em Janeiro de 2021 e será a primeira sede fora da Europa em toda a história. Segundo Dejan Bodiroga, atual presidente da Euroleague Basketball,  trata-se de um marco no posicionamento global da marca, que de forma estratégica expande para novos públicos e apresenta a cidade de Abu Dhabi para o público europeu.
| Abu Dhabi          | Abu DhabiFinal Four de 2025 da Euroliga (Ásia) |
| Etihad Arena       | Abu DhabiFinal Four de 2025 da Euroliga (Ásia) |
| Capacidade: 18 000 | Abu DhabiFinal Four de 2025 da Euroliga (Ásia) |
|                    | Abu DhabiFinal Four de 2025 da Euroliga (Ásia) |

## Chave
|  | Meias-finais | Meias-finais             | Meias-finais             |  |  | Final     | Final | Final |
|  |              |                          |                          |  |  |           |       |       |
|  | 1            | Olympiacos Piraeus       | 68                       |  |  |           |       |       |
|  | 4            | AS Monaco                | 78                       |  |  |           |       |       |
|  |              |                          |                          |  |  | AS Monaco |       |       |
|  |              |                          | Fenerbahçe BEKO Istanbul |  |  |           |       |       |
|  | 2            | Fenerbahçe BEKO Istanbul | 82                       |  |  |           |       |       |
|  | 3            | Panathinaikos AKTOR      | 76                       |  |  |           |       |       |

## Semifinais

### Semifinal A - Olympiacos Piraeus  x AS Monaco
| 23 de maio de 2025 | Relatório | Olympiacos Piraeus                                                                    | 68–78 | AS Monaco                                                                        |  | Etihad Arena, Abu Dhabi, Emirados Árabes Unidos Público: 10 218 Árbitros: I. Belosevic E. Perez M. Nedovic |  |
| 23 de maio de 2025 | Relatório | Placar por quarto: 17-17, 15-18, 19-22, 17-21                                         |       |                                                                                  |  | Etihad Arena, Abu Dhabi, Emirados Árabes Unidos Público: 10 218 Árbitros: I. Belosevic E. Perez M. Nedovic |  |
| 23 de maio de 2025 | Relatório | Pts: E. Fournier 31 Rbts: A. Vezenkov 8 Asts: E. Fournier 2 PIR total: E. Fournier 27 |       | Pts: A. Diallo 22 Rbts: Mike James 7 Asts: Mike James 7 PIR total: Mike James 29 |  | Etihad Arena, Abu Dhabi, Emirados Árabes Unidos Público: 10 218 Árbitros: I. Belosevic E. Perez M. Nedovic |  |

| Olympiacos Piraeus | Olympiacos Piraeus | Olympiacos Piraeus | Olympiacos Piraeus | Olympiacos Piraeus | Olympiacos Piraeus |
| Jogador            | Jogador            | Pts                | Reb                | Assts              | Minutos            |
| ------------------ | ------------------ | ------------------ | ------------------ | ------------------ | ------------------ |
| 1                  | N. Williams-Goss   | 12                 | 4                  | 2                  | 32:31              |
| 10                 | M. Fall            | 2                  | 3                  | 1                  | 19:14              |
| 14                 | A. Vezenkov        | 7                  | 8                  | 1                  | 32:33              |
| 16                 | K. Papanikolaou    | 2                  | 3                  | 0                  | 13:35              |
| 94                 | E. Fournier        | 31                 | 3                  | 2                  | 35:14              |
| Reservas           |                    |                    |                    |                    |                    |
| 0                  | T. Walkup          | 2                  | 3                  | 2                  | 21:01              |
| 2                  | M. Wright          | 0                  | 0                  | 0                  | 0:00               |
| 8                  | L. Vildoza         | 0                  | 0                  | 0                  | 6:44               |
| 9                  | S. Lee             | 1                  | 1                  | 1                  | 8:00               |
| 25                 | A. Peters          | 3                  | 1                  | 1                  | 10:02              |
| 33                 | N. Milutinov       | 8                  | 2                  | 0                  | 18:11              |
| 77                 | S. Mckissic        | 0                  | 1                  | 0                  | 2:55               |
| Treinador          | Treinador          | Georgios Bartzokas | Georgios Bartzokas | Georgios Bartzokas | Georgios Bartzokas |

| AS Monaco | AS Monaco      | AS Monaco          | AS Monaco          | AS Monaco          | AS Monaco          |
| Jogador   | Jogador        | Pts                | Reb                | Assts              | Minutos            |
| --------- | -------------- | ------------------ | ------------------ | ------------------ | ------------------ |
| 4         | J. Blossomgame | 12                 | 5                  | 0                  | 37:10              |
| 10        | D. Theis       | 5                  | 4                  | 0                  | 17:49              |
| 9         | A. Diallo      | 22                 | 6                  | 3                  | 30:14              |
| 32        | M. Strazel     | 2                  | 3                  | 3                  | 17:11              |
| 55        | M. James       | 17                 | 7                  | 7                  | 31:58              |
| Reservas  |                |                    |                    |                    |                    |
| 0         | E.Okobo        | 7                  | 3                  | 3                  | 24:18              |
| 8         | J. Loyd        | 0                  | 2                  | 1                  | 9:08               |
| 9         | G. Papagiannis | 0                  | 0                  | 0                  | 0:00               |
| 14        | M. Jaiteh      | 11                 | 6                  | 1                  | 20:42              |
| 22        | T. Tarpey      | 0                  | 0                  | 0                  | 0:00               |
| 30        | V. Brown       | 0                  | 0                  | 0                  | 0:00               |
| 33        | N. Calathes    | 2                  | 1                  | 3                  | 11:30              |
| Treinador | Treinador      | Vassilis Spanoulis | Vassilis Spanoulis | Vassilis Spanoulis | Vassilis Spanoulis |

### Semifinal B - Fenerbahçe BEKO Istanbul x Panathinaikos AKTOR Athens
| 23 de maio de 2025 | Relatório | Fenerbahçe BEKO Istanbul                                                   | 82–76 | Panathinaikos AKTOR                                                        |  | Etihad Arena, Abu Dhabi, Emirados Árabes Unidos Público: 10 218 Árbitros: C. Peruga R. Lottermoser M. Difallah |  |
| 23 de maio de 2025 | Relatório | Placar por quarto: 22-14, 16-19, 17-15, 27-28                              |       |                                                                            |  | Etihad Arena, Abu Dhabi, Emirados Árabes Unidos Público: 10 218 Árbitros: C. Peruga R. Lottermoser M. Difallah |  |
| 23 de maio de 2025 | Relatório | Pts: D. Hall 18 Rbts: N. Melli 6 Asts: W. Baldwin 5 PIR total:: D. Hall 18 |       | Pts: C. Osman 22 Rbts: C. Osman 6 Asts: J. Grant 4 PIR total:: J. Grant 17 |  | Etihad Arena, Abu Dhabi, Emirados Árabes Unidos Público: 10 218 Árbitros: C. Peruga R. Lottermoser M. Difallah |  |

| Fenerbahçe BEKO Istanbul | Fenerbahçe BEKO Istanbul | Fenerbahçe BEKO Istanbul | Fenerbahçe BEKO Istanbul | Fenerbahçe BEKO Istanbul | Fenerbahçe BEKO Istanbul |
| Jogador                  | Jogador                  | Pts                      | Reb                      | Assts                    | Minutos                  |
| ------------------------ | ------------------------ | ------------------------ | ------------------------ | ------------------------ | ------------------------ |
| 11                       | N. Hayes-Davis           | 7                        | 3                        | 5                        | 34:39                    |
| 20                       | D. Hall                  | 18                       | 1                        | 2                        | 25:56                    |
| 23                       | M. Guduric               | 3                        | 2                        | 1                        | 14:25                    |
| 50                       | B. Colson                | 3                        | 1                        | 1                        | 11:46                    |
| 92                       | K. Birch                 | 2                        | 4                        | 0                        | 20:00                    |
| Reservas                 |                          |                          |                          |                          |                          |
| 0                        | E. McCollum              | 13                       | 3                        | 2                        | 23:46                    |
| 2                        | W. Baldwin               | 10                       | 5                        | 5                        | 24:05                    |
| 4                        | N. Melli                 | 9                        | 6                        | 1                        | 17:57                    |
| 5                        | S. Şanlı                 | 0                        | 0                        | 0                        | 0:00                     |
| 13                       | T. Biberovic             | 15                       | 3                        | 0                        | 20:37                    |
| 21                       | D. Pierre                | 2                        | 1                        | 0                        | 5:19                     |
| 44                       | Jilson Bango             | 0                        | 0                        | 0                        | 0:00                     |
| Treinador                | Treinador                | Šaras Jasikevičius       | Šaras Jasikevičius       | Šaras Jasikevičius       | Šaras Jasikevičius       |

| Panathinaikos AKTOR Athens | Panathinaikos AKTOR Athens | Panathinaikos AKTOR Athens | Panathinaikos AKTOR Athens | Panathinaikos AKTOR Athens | Panathinaikos AKTOR Athens |
| Jogador                    | Jogador                    | Pts                        | Reb                        | Assts                      | Minutos                    |
| -------------------------- | -------------------------- | -------------------------- | -------------------------- | -------------------------- | -------------------------- |
| 16                         | C. Osman                   | 22                         | 6                          | 0                          | 34:59                      |
| 22                         | J. Grant                   | 15                         | 2                          | 4                          | 35:18                      |
| 25                         | K. Nunn                    | 19                         | 3                          | 0                          | 23:39                      |
| 32                         | W. Gabriel                 | 4                          | 3                          | 2                          | 18:40                      |
| 41                         | J. Hernangomez             | 5                          | 5                          | 0                          | 29:00                      |
| Reservas                   |                            |                            |                            |                            |                            |
| 0                          | P. Kalaitzakis             | 0                          | 1                          | 0                          | 05:16                      |
| 2                          | L. Brown                   | 0                          | 1                          | 0                          | 04:45                      |
| 10                         | K. Sloukas                 | 2                          | 0                          | 3                          | 15:38                      |
| 21                         | I. Papapetrou              | 0                          | 0                          | 0                          | 00:25                      |
| 26                         | M. Lessort                 | 7                          | 1                          | 1                          | 14:37                      |
| 44                         | K. Mitoglou                | 0                          | 2                          | 0                          | 13:30                      |
| 77                         | Ömer Yurtseven             | 2                          | 2                          | 0                          | 04:13                      |
| Treinador                  | Treinador                  | Ergin Ataman               | Ergin Ataman               | Ergin Ataman               | Ergin Ataman               |

## Decisão do Terceiro Lugar
| 25 de maio de 2025 | Relatório | Olympiacos Piraeus                                                             | 97–93 | Panathinaikos AKTOR                                                                    |  | Etihad Arena, Abu Dhabi, Emirados Árabes Unidos Árbitros: C. Paternico I. Belosevic A. Sukys |  |
| 25 de maio de 2025 | Relatório | Placar por quarto: 33-20, 24-26, 18-18, 22-29                                  |       |                                                                                        |  | Etihad Arena, Abu Dhabi, Emirados Árabes Unidos Árbitros: C. Paternico I. Belosevic A. Sukys |  |
| 25 de maio de 2025 | Relatório | Pts: A. Peters 32 Rbts: A. Peters 7 Asts: L. Vildoza 9 PIR Total: A. Peters 31 |       | Pts: O. Yurtseven 23 Rbts: O. Yurtseven 8 Asts: L. Brown 12 PIR Total: O. Yurtseven 25 |  | Etihad Arena, Abu Dhabi, Emirados Árabes Unidos Árbitros: C. Paternico I. Belosevic A. Sukys |  |

| Olympiacos Piraeus | Olympiacos Piraeus     | Olympiacos Piraeus | Olympiacos Piraeus | Olympiacos Piraeus | Olympiacos Piraeus |
| Jogador            | Jogador                | Pts                | Reb                | Assts              | Minutos            |
| ------------------ | ---------------------- | ------------------ | ------------------ | ------------------ | ------------------ |
| 0                  | T. Walkup              | 0                  | 1                  | 8                  | 12:56              |
| 10                 | M. Fall                | 5                  | 0                  | 3                  | 16:09              |
| 14                 | A. Vezenkov            | 23                 | 2                  | 1                  | 27:50              |
| 25                 | A. Peters              | 32                 | 0                  | 0                  | 37:00              |
| 94                 | E. Fournier            | 5                  | 1                  | 4                  | 17:12              |
| Reservas           |                        |                    |                    |                    |                    |
| 2                  | M. Wright              | 19                 | 4                  | 1                  | 12:56              |
| 3                  | Naz Mitrou-Long        | 0                  | 0                  | 0                  | 00:00              |
| 5                  | Giannoulis Larentzakis | 5                  | 4                  | 1                  | 15:51              |
| 8                  | L. Vildoza             | 0                  | 3                  | 9                  | 27:04              |
| 9                  | S. Lee                 | 8                  | 5                  | 6                  | 22:48              |
| 33                 | N. Milutinov           | 0                  | 0                  | 0                  | 00:00              |
| 77                 | S. Mckissic            | 0                  | 0                  | 0                  | 00:00              |
| Treinador          | Treinador              | Georgios Bartzokas | Georgios Bartzokas | Georgios Bartzokas | Georgios Bartzokas |

| Panathinaikos AKTOR Athens | Panathinaikos AKTOR Athens | Panathinaikos AKTOR Athens | Panathinaikos AKTOR Athens | Panathinaikos AKTOR Athens | Panathinaikos AKTOR Athens |
| Jogador                    | Jogador                    | Pts                        | Reb                        | Assts                      | Minutos                    |
| -------------------------- | -------------------------- | -------------------------- | -------------------------- | -------------------------- | -------------------------- |
| 0                          | P. Kalaitzakis             | 7                          | 1                          | 1                          | 22:39                      |
| 2                          | L. Brown                   | 2                          | 5                          | 12                         | 26:45                      |
| 25                         | K. Nunn                    | 9                          | 3                          | 1                          | 17:03                      |
| 44                         | K. Mitoglou                | 8                          | 3                          | 1                          | 23:22                      |
| 77                         | Ömer Yurtseven             | 23                         | 8                          | 0                          | 30:00                      |
| Reservas                   |                            |                            |                            |                            |                            |
| 10                         | K. Sloukas                 | 0                          | 0                          | 0                          | 00:00                      |
| 16                         | C. Osman                   | 14                         | 2                          | 3                          | 23:33                      |
| 20                         | A. Samodurov               | 8                          | 4                          | 1                          | 12:50                      |
| 22                         | J. Grant                   | 8                          | 3                          | 3                          | 23:33                      |
| 24                         | Tibor Pleiß                | 2                          | 1                          | 0                          | 03:00                      |
| 26                         | M. Lessort                 | 12                         | 4                          | 3                          | 17:15                      |
| 32                         | W. Gabriel                 | 0                          | 0                          | 0                          | 00:00                      |
| Treinador                  | Treinador                  | Ergin Ataman               | Ergin Ataman               | Ergin Ataman               | Ergin Ataman               |

## Final
| 25 de maio de 2025 | Relatório | AS Monaco                                                                   | 70–81 | Fenerbahçe BEKO Istanbul                                                                      |  | Etihad Arena, Abu Dhabi, Emirados Árabes Unidos Árbitros: C. Peruga R. Lottermoser M. Nedovic |  |
| 25 de maio de 2025 | Relatório | Placar por quarto: 20-18, 13-17, 18-19, 19-27                               |       |                                                                                               |  | Etihad Arena, Abu Dhabi, Emirados Árabes Unidos Árbitros: C. Peruga R. Lottermoser M. Nedovic |  |
| 25 de maio de 2025 | Relatório | Pts: A. Diallo 19 Rbts: D. Theis 8 Asts: E. Okobo 5 PIR total: A. Diallo 13 |       | Pts: N. Hayes Davis 23 Rbts: N. Hayes Davis 9 Asts: W. Baldwin 3 PIR total: N. Hayes Davis 23 |  | Etihad Arena, Abu Dhabi, Emirados Árabes Unidos Árbitros: C. Peruga R. Lottermoser M. Nedovic |  |

| AS Monaco | AS Monaco      | AS Monaco          | AS Monaco          | AS Monaco          | AS Monaco          |
| Jogador   | Jogador        | Pts                | Reb                | Assts              | Minutos            |
| --------- | -------------- | ------------------ | ------------------ | ------------------ | ------------------ |
| 4         | J. Blossomgame | 5                  | 6                  | 0                  | 31:16              |
| 10        | D. Theis       | 12                 | 8                  | 0                  | 27:38              |
| 9         | A. Diallo      | 19                 | 3                  | 2                  | 27:14              |
| 32        | M. Strazel     | 13                 | 3                  | 1                  | 17:59              |
| 55        | M. James       | 17                 | 5                  | 2                  | 29:20              |
| Banco     |                |                    |                    |                    |                    |
| 0         | E.Okobo        | 0                  | 1                  | 5                  | 26:38              |
| 8         | J. Loyd        | 3                  | 1                  | 1                  | 14:41              |
| 9         | G. Papagiannis | 0                  | 0                  | 0                  | 00:00              |
| 14        | M. Jaiteh      | 1                  | 5                  | 0                  | 12:09              |
| 22        | T. Tarpey      | 0                  | 0                  | 0                  | 00:00              |
| 30        | V. Brown       | 0                  | 0                  | 0                  | 00:00              |
| 33        | N. Calathes    | 0                  | 1                  | 2                  | 13:05              |
| Treinador | Treinador      | Vassilis Spanoulis | Vassilis Spanoulis | Vassilis Spanoulis | Vassilis Spanoulis |

| Fenerbahçe BEKO Istanbul | Fenerbahçe BEKO Istanbul | Fenerbahçe BEKO Istanbul | Fenerbahçe BEKO Istanbul | Fenerbahçe BEKO Istanbul | Fenerbahçe BEKO Istanbul |
| Jogador                  | Jogador                  | Pts                      | Reb                      | Assts                    | Minutos                  |
| ------------------------ | ------------------------ | ------------------------ | ------------------------ | ------------------------ | ------------------------ |
| 11                       | N. Hayes-Davis           | 23                       | 9                        | 1                        | 36:40                    |
| 20                       | D. Hall                  | 13                       | 3                        | 3                        | 27:01                    |
| 23                       | M. Guduric               | 19                       | 6                        | 0                        | 28:45                    |
| 50                       | B. Colson                | 0                        | 0                        | 0                        | 03:54                    |
| 92                       | K. Birch                 | 2                        | 6                        | 0                        | 20:16                    |
| Banco                    |                          |                          |                          |                          |                          |
| 0                        | E. McCollum              | 3                        | 3                        | 1                        | 15:35                    |
| 2                        | W. Baldwin               | 13                       | 2                        | 3                        | 27:25                    |
| 4                        | N. Melli                 | 5                        | 3                        | 0                        | 17:51                    |
| 5                        | S. Şanlı                 | 0                        | 0                        | 0                        | 1:36                     |
| 13                       | T. Biberovic             | 3                        | 1                        | 0                        | 17:56                    |
| 21                       | D. Pierre                | 0                        | 1                        | 0                        | 03:01                    |
| 44                       | Jilson Bango             | 0                        | 0                        | 0                        | 00:00                    |
| Treinador                | Treinador                | Šaras Jasikevičius       | Šaras Jasikevičius       | Šaras Jasikevičius       | Šaras Jasikevičius       |

## Premiação
| Turkish Airlines EuroLeague 2024-25 Campeões |
| Europa                                       |
| -------------------------------------------- |
| Fenerbahçe BEKO Istanbul (2° título)         |

### MVP das finais
- Nigel Hayes-Davis (FBB)[4]

### Colocação final
|    | Equipe                     |
| -- | -------------------------- |
|    | Fenerbahçe BEKO Istanbul   |
|    | AS Monaco                  |
|    | Olympiacos Pireaus         |
| 4º | Panathinaikos AKTOR Athens |